# Ulja (Hiiumaa)
Koordinaten: 58° 46′ N, 22° 38′ O
Ulja ist ein Dorf (estnisch küla) in der Landgemeinde Hiiumaa (bis 2017: Landgemeinde Emmaste). Es liegt auf der zweitgrößten estnischen Insel Hiiumaa (deutsch Dagö).
Ulja hat zwölf Einwohner (Stand 31. Dezember 2011).